# イシフエダイ
イシフエダイ（石笛鯛、学名： Aphareus furca) は、スズキ目・フエダイ科に分類される魚の一種。インド太平洋の熱帯海域に分布する大型肉食魚で、食用にもなる。分布域に入る沖縄ではヒンガーテイクチャーとも呼ばれる。

## 特徴
成魚は全長50cmほどで、体形は前後に細長い紡錘形をしている。体色は暗い紫褐色で、各鰭は黄色を帯びる。口は大きく、目の中央直下よりも後ろまで裂ける。また、下顎が厚く発達し上顎よりも前に突き出る。ただし歯はそれほど大きくない。胸鰭は鎌形、尾鰭は三日月形で、背鰭・臀鰭の最後の軟条は糸状に伸びる。
アフリカ東岸・南日本・ハワイ・オーストラリア北部までのインド太平洋熱帯域に広く分布するが、東太平洋・ココ島での記録もある。日本では南西諸島に分布するが、幼魚は黒潮に乗って本州南岸まで出現することがある。
水深100m前後までの、沿岸の岩礁・サンゴ礁域に生息し、単独か数尾ほどの小さな群れで海底近くを遊泳する。食性は肉食性で、小魚や甲殻類などの小動物を捕食する。
南西諸島では釣りや延縄で漁獲され食用になるが、大型個体ではシガテラ中毒の報告もあり注意を要する。

## 同属種

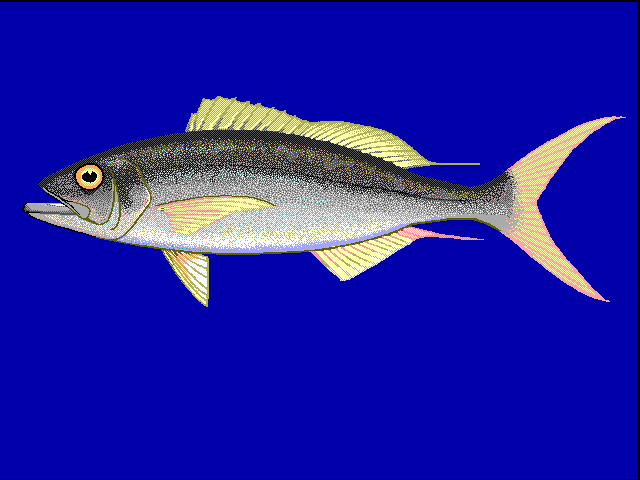
オオグチイシチビキ

オオグチイシチビキ（大口石血引） Aphareus rutilans Cuvier, 1830
成魚は全長1mに達する。イシフエダイに似ているが口の後端は目の中央直下に達しない。またイシフエダイよりも体高が低い。
分布域はイシフエダイとほぼ同じだが、南アフリカ西岸まで分布するので、厳密には南東大西洋も分布域に含まれる。日本では南西諸島・小笠原諸島に分布する。また、生息水深は100-300mほどで、イシフエダイより深場に生息する。